# Kota Batu (Simeulue Timur)
Kota Batu is een bestuurslaag in het regentschap Simeulue van de provincie Atjeh, Indonesië. Kota Batu telt 1080 inwoners (volkstelling 2010).